# Hans H. Brand
Hans H. Brand (* 4. Juni 1930 in Dortmund; † 24. Juli 2020 in Erlangen) war ein deutscher Hochschul-Professor für Hochfrequenztechnik.

## Leben
Der geborene Westfale ging in Warburg zur Schule und bestand am dortigen Gymnasium im Jahr 1951 die Reifeprüfung. Noch im selben Jahr nahm er sein Studium der Elektrotechnik an der Rheinisch-Westfälischen Technischen Hochschule (RWTH) in Aachen auf, das er 1956 als Diplom-Ingenieur (Dipl.‑Ing.) abschloss. Unmittelbar darauf wurde er wissenschaftlicher Mitarbeiter am dortigen Institut für Hochfrequenztechnik bei Professor Herbert Döring. Im Dezember 1962 wurde er mit seiner Dissertation über quaderförmige Ferritresonatoren im Mikrowellenbereich zum Doktor-Ingenieur (Dr.‑Ing.) promoviert.
In seiner Habilitationsschrift im Jahr 1968 befasste er sich mit „Grundlagen und Aufbau einer allgemeinen Schaltungslehre linearer Mikrowellennetze“. Darauf aufbauend erschien zwei Jahre später, im Jahr 1970, im S. Hirzel Verlag sein Lehrbuch mit dem Titel Schaltungslehre linearer Mikrowellennetze.
Bereits ein Jahr zuvor, 1969, war Hans Brand zum Ordinarius des neuen Lehrstuhls für Hochfrequenztechnik (LHFT) der Uni Erlangen berufen worden. Er baute diesen Lehrstuhl auf und leitete ihn viele Jahrzehnte lang. Wichtige Forschungsthemen waren die  Laser-Technologie, bildgebenden Millimeterwellensysteme sowie  Komponenten und Systeme im Terahertz-Bereich. Seinen Studenten vermittelte er nicht nur das für den Ingenieursberuf wichtige theoretische Wissen, sondern legte Wert auf die Erkenntnis, dass dieses erst nach experimenteller Überprüfung die volle Gültigkeit erlangt.
Er lehnte mehrere Rufe auswärtiger Universitäten ab und erwarb sich große Verdienste nicht nur durch Forschung und Lehre, sondern unter anderem auch als Dekan, Senator, Vorsitzender des deutschen Fakultätentages für Elektrotechnik und Inhaber zahlreicher anderer Funktionen. Auch nach seiner Emeritierung blieb er dem LHFT treu und nahm bis ins hohe Alter weiterhin regen und aktiven Anteil am Forschungs- und Lehrbetrieb. So hielt er noch mit 80 Jahren Vorlesungen. Ein besonderes Anliegen war ihm stets die Ausbildung der jüngeren Generationen und der Erhalt der Lebensgrundlagen für diese. Er sagte:
„Diese Menschheit als ein einzigartiges Konstrukt aus Geist und Materie sollte die Chance nutzen, in diesem Teil von Zeit und Raum die Lebensbedingungen so zu gestalten, dass jedes neu dazu geborene Individuum Mensch sich in ihr geborgen fühlen und seinem Schöpfer dafür danken kann.“ (Hans Brand: Nachruf)
Profesor Hans Brand starb kurz nach Vollendung seines 90. Lebensjahres.

## Schriften (Auswahl)
- Mit A. Dexl, J. Hagen, S. Kellnberger, S. Martius, L. Schmidt, J. Schür and J. Weinzierl: STIREEM - A Novel Technique for High Resolution Microwave Imaging. Proceedings of the European Microwave Association, S. 6–11, 2008.
- Mit S. Martius, L. Schmidt, J. Schür and J. Weinzierl, STIREEM - A new High Resolution Microwave Imaging Principle. Proceedings of the German Microwave Conference, 2008.
- Mit R. Engelbrecht: Springer Handbook of Lasers and Optics. Springer Handbook of Lasers and Optics, S. 726–746, 2007. doi:10.1007/978-3-642-19409-2
- Mit A. Hofmann, M. Manglberger, S. Biber, J. Weinzierl, L. Schmidt: Dielectric Rod Waveguide Couplers as Harmonic Filters for Millimeter and Sub-Millimeter Wave Frequencies. Proceedings of the GeMiC 2006, Karlsruhe, April, 2006.
- Kann es gelingen, innerhalb eines Systems aus Raum und Zeit zu einer Gesamtschau der Dinge zu gelangen? In RaumZeit 1, Edition META-WISSEN, Busse, T.H., Herausgeber, Rhetra-Verlag, 1. Auflage, ISBN 3-937394-16-8, 2005.
- Mit A. Hofmann, G. Seibert, M. Manglberger, A. Kalb, S. Göbel, S. Yao, J. Weinzierl und L. Schmidt: A Modular Vector Field Measurement System at 150 GHz, 300 GHz and 450 GHz. Proceedings of the GeMiC, April, S. 45–48, 2005.
- Mit R. Schulz, M. Collischon und L. Schmidt: Lineselective CO$_2$-Lasers with Variable Line-Spacing and Variable Reflectivity Silicon Gratings. Proceedings of the XV International Symposium on Gas Flow and Chemical Lasers, Prag, September, 2004.
- Mit A. Hofmann, E. Hörster, J. Weinzierl und L. Schmidt: Flexible low-loss dielectric waveguides for THz frequencies with transitions to metal waveguides. Proceedings of the 33rd European Microwave Conference, EuMC 2003, S. 955–958, München, 2003. doi:10.1109/EUMC.2003.177639
- Mit K. Huber, S. Biber, G. Rehm, R. Schulz und L. Schmidt: Radiometer Design for Short Range Imaging at 2.5 THz. Proceedings of the Open Symposium on Propagation and Remote Sensing, 2002.
- Mit J. Weinzierl und L. Schmidt: Vector Field Measurements at 150 GHz. Proceedings of the Proceedings of the 11th Conference and Exhibition on Microwaves, Radio Communication and Electromagnetic Compatibility MIOP 2001, 2001.
- Mit R. Engelbrecht und L. Schmidt: Sensitive Simultaneous Detection of CO and CO$_2$ with Commercial DFB Diode Lasers. Proceedings of the IRS2 (6. Conf. On Infrared Sensors and Systems, Erfurt 2000), S. 117–122, 2000.
- Mit J. Weinzierl, R. Schulz und L. Schmidt: A Vector Field Measurement System for 150 GHz. Proceedings of the 25th International Conference on Infrared and Millimeter Waves, S. 353–354, 2000. doi:10.1109/ICIMW.2000.893062
- Mit K. Huber und L. Schmidt: A Broadband Low Noise Heterodyne Receiver at 2.5 THz. Proceedings of the 8th International Conference on Terahertz Electronics, S. 109–112, 2000.
- Mit J. Weinzierl, J. Richter und G. Rehm: Simulation and Measurement of Dielectric Antennas at 150 GHz. Oktober 1999. doi:10.1109/euma.1999.338441
- Mit J. Weinzierl, J. Richter und G. Rehm: Simulation and Measurement of Dielectric Antennas at 150 GHz. Proceedings of the 29th European Microwave Week, S. 185–188, München 1999. doi:10.1109/EUMA.1999.338441
- Mit R. Engelbrecht und T. Fenske: Detection of CO$_2$ dissociation inside RF excited CO$_2$ laser plasmas with NIR DFB diode lasers and balanced receivers. Proceedings of the ICOLS99 (14th Int. Conf. On Laser Spectroscopy, Innsbruck 1999), S. 1–21, 1999.
- Mit K. Huber, R. Engelbrecht, R. Hocke, M. Raum, S. Martius und L. Schmidt: A Broadband, Low Noise Heterodyne Receiver for Stratospheric Measurements at 2.5 THz. Proceedings of the IGARSS 99, 1999. doi:10.1109/IGARSS.1999.773521
- Mit K. Huber, R. Engelbrecht, R. Hocke, M. Raum, S. Martius und L. Schmidt: A broadband, low noise heterodyne receiver for stratospheric measurements at 2.5 THz. 1999. doi:10.1109/igarss.1999.773521
- Mit R. Engelbrecht und R. Hocke: Measurement of Trace Gases in Sealed-off CO$_2$ Lasers with Tunable Diode Lasers in the Near Infrared. Proceedings of the ITG-Fachbericht 150 (8th ITG-Conference on Displays and Vacuum Electronics, Garmisch-Partenkirchen 1998), S. 399–404, 1998.
- Mit W. Platte und R. Gloeckler: GaAs-loaded metal waveguide components for high-speed low-VSWR optoelectronic millimetre-wave switching. Electronics Letters, vol. 20, no. 14, S. 608, 1984. doi:10.1049/el:19840420
- Schaltungslehre linearer Mikrowellennetze. S. Hirzel Verlag Stuttgart 1970